# Ophiopsila fulva
Ophiopsila fulva är en ormstjärneart som beskrevs av George Richard Lyman 1878. Ophiopsila fulva ingår i släktet Ophiopsila och familjen Ophiocomidae. Inga underarter finns listade i Catalogue of Life.